# Rio Bila
O Rio Bila é um rio da Romênia afluente do Rio Bistriţa, localizado no distrito de Maramureş.